# Adam James
Adam James (Londen, 9 september 1972) is een Engels acteur. Hij speelde in diverse films en series, waaronder Johnny English Strikes Again, Hunter Killer en You.

## Filmografie

### Film
- 1997: Forbidden Territory, als Albert Barney
- 1999: Gregory's Two Girls, als Phil
- 2000: High Heels and Low Lifes, als Rupert
- 2001: It's Not You It's Me, als Rob
- 2002: A Family Man, als Mark
- 2003: Prima Dammi Un Baccio, als Stephen
- 2006: The Road to Guantánamo, als Chris Mackay
- 2007: Mother of Tears, als Michael Pierce
- 2008: Broken Lines, als Toby
- 2008: Last Chance Harvey, als Josh Hillman
- 2011: 2 in a million, als Jeff
- 2012: Tad, in the Lost Explorer, als Max Mordon (stemrol)
- 2013: Kilimanjaro, als Thomas Samuelson
- 2013: A Little Chaos, als Monsieur de Barra
- 2018: Johnny English Strikes Again, als Pegasus
- 2018: Hunter Killer, als kapitein Forbes
- 2023: Choked Up, als Robert West
- 2023: Out of the Grey, als Henry
- 2023: The Penitent, als Richard Marlow
- 2024: We Live in Time, als Simon Maxon
- 2024: Wicked, als Galinda's Popsicle

### Televisie
- 1996: Cold Lazarus, als burgerwacht
- 1996: Island, als Ross
- 1996: Sharpe's Regiment, als kapitein Carline
- 1996: The Bill, als PC Kelleher
- 1998: Silent Witness, als Eden Blackman
- 1998: Life of the Party, als Winston Spencer Churchill
- 1999: Let Them Eat Cake, als Marquis de Bonvie
- 2000: Tenth Kingdom, als Bonenstad man
- 2000: I Saw You, als Kevin
- 2001: Murder on the Orient Express, als William McQueen
- 2001: Table Twelve-After Hours, als chef
- 2001: Band of Brothers, als Cleveland O. Petty
- 2001: The Lost Battalion, als kapitein Nelson Holderman
- 2002: Trust, als Charles
- 2003: Holby City, als Tim Preston
- 2003: Doctors, als Bryan Evans
- 2003: Reversals, als Dr. Glen Morrow
- 2004: England Expects, als Daniel Isaacs
- 2004: As if, als Richard
- 2005: Meucci, als William Ryder
- 2005: Casualty, als Pete Guildford
- 2005: Love Soup, als Guy Cassidy
- 2006: Shiny Shiny Bright New Hole in my Heart, als Rupert
- 2006: Ancient Rome: The Rise and Fall of an Empire, als Titus Flavius
- 2006: Desperados, als David Barclay
- 2006: The Amazing Mrs Pritchard, als Mark McCaffrey
- 2007: Judge John Deed, als generaal-majoor Waters
- 2007: Waking the Dead, als Michael Leonard
- 2007: The Commander, als Tony Lattice
- 2007: Sold, als Darius Bowmore
- 2007: Extras, als Tre Cooper
- 2008: Ashes to Ashes, als Edward Markham
- 2008: My Family, als Daniel
- 2008: Secret Diary of a Call Girl, als Matt Hexton/Tony
- 2008: Harley Street, als Calvin Morgan
- 2008: Bonekickers, als John
- 2008: Consuming Passion, als Mick
- 2008: Wired, als Simon Penvell
- 2009: Hotel Babylon, als Carlton Foreman
- 2009: Henry VIII: The Mind of a Tyrant, als Henry VIII
- 2009: Jonathan Creek, als Alec
- 2009: Hustle, als Carlton Wood
- 2009: Doctor Who, als D.I. McMillan
- 2009: The Execution of Gary Glitter, als John Carter QC
- 2009: Sleep With Me, als MacDara
- 2010: A Touch of Frost, als Gregory Salmond
- 2010: Foyle's War, als majoor Wesker
- 2010: Lewis, als Ethan Croft
- 2010: Trinny and Susannah: From Boom to Bust, als diner-gast
- 2010: Miranda, als Rupert "the bear"
- 2010: In Dalston Nobody Can Hear You Scream, als Pen
- 2011: Law & Order: Los Angeles, als Max Steinberg
- 2012: Vexed, als harlie Brewer
- 2012: Silent Witness, als Dr. Richard Fell
- 2013: Holby City, als Alan McLaren
- 2013: Law & Order: UK, als Michael Gennis
- 2013: Churchill's First World War, als Winston Churchill
- 2013: Family Tree, als Ronnie Chadwick
- 2014: The Crimson Field, als kolonel Charles Purbright
- 2014: The Game, als George
- 2014: The Assets, als Walt Escott
- 2014: Grantchester, als James Heath
- 2014: Gunpowder 5/11: The Greatest Terror Plot, als staatsinquisiteur
- 2015: Coalition, als Jeremy Heywood
- 2015: Drifters, als Julian
- 2015: Doctor Foster, als Neil Baker
- 2015: Capture the Flag, als Scott Goldwing
- 2015: Catherine Tate's Nan, als Charles Wilmott
- 2016: Home from Home, als Robert Dillon
- 2017: Endeavour, als Kent Finn
- 2017: King Charles III, als minister-president Tristan Evans
- 2017: 1066: A Year to Conquer England, als Harold Godwinson
- 2020: I May Destroy You, als Julian
- 2020: Belgravia, als John Belassis
- 2020: Life, als Neil Baker
- 2021: Vigil, als luitenant commandant Mark Prentice
- 2022-2024: Hotel Portofino, als Jack Turner
- 2022: Treason, als Patrick Hamilton
- 2022: The Suspect, als Gerald Owen
- 2023: You, als Elliot Tannenberg
- 2023: The Long Shadow, als Desmond Wilcox
- 2023: The Couple Next Door, als Ben Gregston
- 2023-2025: The Buccaneers, als kolonel Tracy St. George
- 2024: Mr Bates vs The Post Office, als Patrick Green
- 2024: Belgravia: The Next Chapter, als John Bellasis
- 2024: The Day of the Jackal, als Jeremy Whitelock
- 2024: Dalgliesh, als dokter Alex Mayer
- 2025: Death in Paradise, als Rick Mayhew

### Computerspel
- 2024: Star Wars: Hunters, als Charr